# Philipp Nicodemus Frischlin
Philipp Nicodemus Frischlin (ur. 22 września 1547 w Erzingen, obecnie część Balingen, zm. 29 listopada 1590 w Urach) – późnohumanistyczny niemiecki filolog, nowołaciński dramaturg i liryk.

## Życie
Urodził się jako syn pastora. Dorastał w Szwabii i był uczniem wielu szkół ewangelickich oraz stypendystą uczelni Tübinger Stift. W Tybindze studiował od 1563 filologię, poezję i teologię. Tam też w 1568 został profesorem poezji i historii. Nieco później poślubił Margarethe Brenz.
W 1576 został przez cesarza Rudolfa II naznaczony na poetę (Poeta laureatus, Comes Palatinus). Z powodu nieporozumień z kołem wykładowców (zwłaszcza z Martinem Crusiusem) i swojego bardzo przez to środowisko krytykowanego dzieła Oratio de vita rustica (1578) opuścił Tybingę. Między 1582 a 1584 był rektorem na uczelni w Lublanie. W latach 1584–1585 przebywał w Strasburgu.
Z powodu grożącego mu za złamanie przysięgi małżeńskiej procesu prowadził życie wędrowca. Przebywał m.in. w Pradze i Wittenberdze. Od 1588 prowadził szkołę łacińską w Brunszwiku. Ponieważ rząd wirtemberski zażądał zwrotu posagu jego żony, został w 1590 ujęty. Podczas próby ucieczki z 29 na 30 listopada 1590 złamał sobie kark i zmarł.
Był radykalnym zwolennikiem protestantyzmu.

## Dzieła wybrane
- Hymnen und Epigramme des Kallimachos, 1571
- De studiis linguarum et liberalium artium, 1575
- Carmen de astronomico horologio Argentoratensi, 1575[1]
- Rebecca, biblisches Dramat, 1576
- Oratio de vita rustica, 1578
- Priscianus vapulans, 1578
- Hildegardis Magna, Dramat, 1579
- Frau Wendelgard, niemieckojęzyczna komedia, 1579
- Dido, Tragedia, 1581
- Venus, Tragedia, 1584
- Julius Caesar redivivus, 1585
- Helvetiogermani, Dramat, 1589
- Dialogus logicus contra Ramum, 1590
- 62 Facetiae, 1600
- Operum Poeticorum
- Helvetio-Germani
- Phasma
- Hebraeis, continens duodecim libros
- Operum Poeticorum pars epica
- Operum poeticorum pars elegiaca, continens viginti duos elegiacorum carminum libros
- [Nomenclator trilinguis, Graecolatinogermanicus] Nicodemi Frischlini Nomenclator trilinguis, Graecolatinogermanicus: continens omnium rerum, quae in probatis omnium doctrinarum auctoribus inueniuntur, appellationes ...; Opus nova quadam methodo, secundum categorias Aristotelis ... concinnatum. – Et tertio iam ... recognitum ... – Francofurti ad Moenum: Spies, 1591.
- Sieben Buecher von der Fuerstlichen Wuertembergischen Hochzeit des durchleuchtigen hochgebornen Fuersten vnd Herrn / Herrn Ludwigen / Hertzogen zu Wuertemberg vnd Theck...